# Llista de monuments d'Os de Balaguer
Llista de monuments d'Os de Balaguer inclosos en l'Inventari del Patrimoni Arquitectònic Català per al municipi d'Os de Balaguer (Noguera). Inclou els inscrits en el Registre de Béns Culturals d'Interès Nacional (BCIN) amb la classificació de monuments històrics, els Béns Culturals d'Interès Local (BCIL) de caràcter immoble i la resta de béns arquitectònics integrants del patrimoni cultural català.
| Monument | Protecció    | Estil/època                              | Localització                                                             | Coordenades                                          | Codi?         | Imatge |
| --- | ------------ | ---------------------------------------- | ------------------------------------------------------------------------ | ---------------------------------------------------- | ------------- | --- |
| Monestir de Santa Maria de Bellpuig de les Avellanes | BCIN 167-MH  | Romànic, gòtic XII-XIII, XIV, XX         | Os de Balaguer Carretera de Balaguer a Àger                              | 41° 52′ 31″ N, 0° 45′ 27″ E / 41.875173°N,0.757607°E | RI-51-0000690 | Monestir de Santa Maria de Bellpuig de les Avellanes (Os de Balaguer) · Vegeu més fotos d'aquest monument · Carregueu una nova foto d'aquest monument |
| Castell i portal del Castell d'Os de Balaguer, o Casal d'Os | BCIN 1153-MH | Medieval, XVII                           | Os de Balaguer                                                           | 41° 52′ 19″ N, 0° 43′ 04″ E / 41.871839°N,0.717725°E | RI-51-0006417 | Castell d'Os de Balaguer · Vegeu més fotos d'aquest monument · Carregueu una nova foto d'aquest monument                                              |
| Castell de Gerb | BCIN 1154-MH |                                          | Os de Balaguer Tossal de Gerb                                            | 41° 49′ 40″ N, 0° 48′ 12″ E / 41.827899°N,0.803373°E | RI-51-0006418 | Castell de Gerb (Os de Balaguer) · Vegeu més fotos d'aquest monument · Carregueu una nova foto d'aquest monument                                      |
| Castell de Tragó i Santa Maria del castell de Tragó | BCIN 1155-MH | Romànic Medieval                         | Os de Balaguer Tragó                                                     | 41° 56′ 48″ N, 0° 36′ 32″ E / 41.946638°N,0.608816°E | RI-51-0006419 | Carregueu una nova foto d'aquest monument |
| Capella de la Verge i Sant Antoni de Gerb, Sant Antoni i la Mare de Déu de Gerb, Església vella de Sant Salvador de Gerb, Església del Poble Vell, Capella de Santa Maria i Sant Antoni de Gerb |              | Romànic, obra popular XI, XIX            | Os de Balaguer                                                           | 41° 49′ 31″ N, 0° 48′ 11″ E / 41.825230°N,0.803132°E | IPA-425       | Capella de la Verge i Sant Antoni de Gerb (Os de Balaguer) · Vegeu més fotos d'aquest monument · Carregueu una nova foto d'aquest monument            |
| Monestir de Vallverd de Tragó de Noguera, Convent de les Bernardes, Església de la Mare de Déu del Pla                                                                                          | BCIL 2018    | Romànic XIII-XV                          | Os de Balaguer Pla de Tragó, Tragó de Noguera                            | 41° 56′ 03″ N, 0° 37′ 12″ E / 41.934121°N,0.620054°E | IPA-428       | Monestir de Vallverd de Tragó de Noguera (Os de Balaguer) · Vegeu més fotos d'aquest monument · Carregueu una nova foto d'aquest monument             |
| Església de Sant Miquel | BCIL 2001    | Barroc XVIII Final                       | Os de Balaguer Pl. de l'Església                                         | 41° 52′ 18″ N, 0° 43′ 07″ E / 41.871560°N,0.718612°E | IPA-19842     | Església de Sant Miquel (Os de Balaguer) · Vegeu més fotos d'aquest monument · Carregueu una nova foto d'aquest monument                              |
| Capella de la Mare de Déu del Roser |              | Obra popular XIX                         | Os de Balaguer                                                           |                                                      | IPA-22282     | Carregueu una nova foto d'aquest monument |
| Font de Jaume Caresmar |              | Barroc XVIII-XIX                         | Os de Balaguer Monestir de Bellpuig de les Avellanes                     | 41° 52′ 31″ N, 0° 45′ 29″ E / 41.87531°N,0.75804°E   | IPA-22283     | Carregueu una nova foto d'aquest monument |
| Font de Sampitot |              | Barroc XVIII                             | Os de Balaguer Pl. de la Font Vella                                      | 41° 52′ 18″ N, 0° 43′ 09″ E / 41.871655°N,0.719101°E | IPA-22284     | Font de Sampitot (Os de Balaguer) · Vegeu més fotos d'aquest monument · Carregueu una nova foto d'aquest monument                                     |
| Capella de Sant Antoni |              | Obra popular XVIII Mitjan                | Os de Balaguer Carrer Sant Antoni, 9                                     | 41° 52′ 20″ N, 0° 43′ 10″ E / 41.872224°N,0.719309°E | IPA-22285     | Capella de Sant Antoni (Os de Balaguer) · Vegeu més fotos d'aquest monument · Carregueu una nova foto d'aquest monument                               |
| Capella de Santa Bàrbara |              | Obra popular XVIII Mitjan                | Os de Balaguer Al castell                                                | 41° 52′ 18″ N, 0° 43′ 03″ E / 41.871711°N,0.717616°E | IPA-22286     | Capella de Santa Bàrbara (Os de Balaguer) · Vegeu més fotos d'aquest monument · Carregueu una nova foto d'aquest monument                             |
| Ermita de la Mare de Déu d'Aguilar |              | Obra popular, neoclassicisme XVIII Final | Os de Balaguer                                                           | 41° 51′ 35″ N, 0° 44′ 14″ E / 41.859701°N,0.737165°E | IPA-22287     | Ermita de la Mare de Déu d'Aguilar (Os de Balaguer) · Vegeu més fotos d'aquest monument · Carregueu una nova foto d'aquest monument                   |
| Església de Sant Antoni de Pàdua |              | Obra popular XVI, XIX                    | Os de Balaguer Pl. de l'Església d'Alberola                              | 41° 56′ 07″ N, 0° 40′ 44″ E / 41.935147°N,0.67885°E  | IPA-22289     | Església de Sant Antoni de Pàdua d'Alberola (Os de Balaguer) · Vegeu més fotos d'aquest monument · Carregueu una nova foto d'aquest monument          |
| Santuari de la Mare de Déu de Cérvoles |              | Obra popular XVIII Final                 | Os de Balaguer                                                           | 41° 52′ 59″ N, 0° 39′ 34″ E / 41.882988°N,0.659430°E | IPA-22290     | Santuari de la Mare de Déu de Cérvoles (Os de Balaguer) · Vegeu més fotos d'aquest monument · Carregueu una nova foto d'aquest monument               |
| Església de Sant Salvador |              | Preromànic, romànic IX, XI, XVI, XX      | Os de Balaguer Pl. de l'Església, Gerb                                   | 41° 49′ 21″ N, 0° 48′ 16″ E / 41.822577°N,0.804579°E | IPA-22292     | Església de Sant Salvador (Os de Balaguer) · Vegeu més fotos d'aquest monument · Carregueu una nova foto d'aquest monument                            |
| Castell i Santa Maria de Montessor |              | XI                                       | Os de Balaguer Al cim d'unes penyes a l'extrem de la serra de St. Miquel | 41° 55′ 32″ N, 0° 38′ 31″ E / 41.925513°N,0.642005°E | IPA-32493     | Castell i Santa Maria de Montessor (Os de Balaguer) · Vegeu més fotos d'aquest monument · Carregueu una nova foto d'aquest monument                   |
| Torre de Cérvoles |              | Obra popular X                           | Os de Balaguer                                                           | 41° 52′ 52″ N, 0° 39′ 23″ E / 41.881108°N,0.656474°E | IPA-32498     | Torre de Cérvoles (Os de Balaguer) · Vegeu més fotos d'aquest monument · Carregueu una nova foto d'aquest monument                                    |
| Sant Salvador de Blancafort |              | Obra popular XII                         | Os de Balaguer Blancafort, dins l'embassament de Canelles                | 41° 58′ 53″ N, 0° 38′ 00″ E / 41.98143°N,0.63324°E   | IPA-32503     | Sant Salvador de Blancafort (Os de Balaguer) · Vegeu més fotos d'aquest monument · Carregueu una nova foto d'aquest monument                          |
| Fortificació i Sant Salvador del Vilot d'Alberola |              | Obra popular Medieval                    | Os de Balaguer                                                           | 41° 55′ 53″ N, 0° 40′ 04″ E / 41.931405°N,0.667865°E | IPA-32505     | Fortificació i Sant Salvador del Vilot d'Alberola (Os de Balaguer) · Vegeu més fotos d'aquest monument · Carregueu una nova foto d'aquest monument    |
| Pont de Tragó de Noguera |              | Romànic Medieval                         | Os de Balaguer                                                           | 41° 56′ 45″ N, 0° 36′ 25″ E / 41.945790°N,0.606869°E | IPA-32509     | Pont de Tragó de Noguera (Os de Balaguer) · Vegeu més fotos d'aquest monument · Carregueu una nova foto d'aquest monument                             |
| Casa Gorreta, Casa natal de Leandre Cristòfol Peralba | BCIL 2009    | Obra popular                             | Os de Balaguer C. Avall, 18                                              | 41° 52′ 10″ N, 0° 43′ 11″ E / 41.869396°N,0.719768°E | IPA-39651     | Casa Gorreta (Os de Balaguer) · Vegeu més fotos d'aquest monument · Carregueu una nova foto d'aquest monument                                         |
| Mas Gorreta, taller de Leandre Cristòfol i Peralba | BCIL 2009    | Obra popular                             | Os de Balaguer Partida Font de l'Horta                                   | 41° 55′ 13″ N, 0° 38′ 24″ E / 41.920333°N,0.639911°E | IPA-39652     | Mas Gorreta (Os de Balaguer) · Vegeu més fotos d'aquest monument · Carregueu una nova foto d'aquest monument                                          |
| Pas cobert d'Os de Balaguer |              | Obra popular                             | Os de Balaguer C. del Castell                                            | 41° 52′ 17″ N, 0° 43′ 05″ E / 41.87143°N,0.71795°E   | IPA-40112     | Pas cobert d'Os de Balaguer · Vegeu més fotos d'aquest monument · Carregueu una nova foto d'aquest monument                                           |
| Presa de Canelles |              | XX                                       | Os de Balaguer Embassament de Santa Anna, camí de Blancafort             | 41° 58′ 43″ N, 0° 36′ 44″ E / 41.97864°N,0.61226°E   | IPA-46439     | Presa de Canelles (Os de Balaguer) · Vegeu més fotos d'aquest monument · Carregueu una nova foto d'aquest monument                                    |